# اقتصاد هايتي
هايتي لديها اقتصاد زراعي. أكثر من نصف إنتاج العالم من نجيل الهند يأتي من هايتي، والموز، والكاكاو، والمانجو هي المحاصيل التصديرية الهامة. انتقلت هايتي أيضا للتوسع في الصناعات التحويلية أعلى حد، وإنتاج أقراص الروبوت القائم وأجهزة الاستشعار والمحولات الحالية.